# 松浦市立上志佐小学校
松浦市立上志佐小学校（まつうらしりつ かみしさしょうがっこう、Matsuura City Kamishisa Elementary School）は、長崎県松浦市志佐町笛吹免にある公立小学校。

## 概要
歴史
1919年（大正8年）に上志佐村にあった尋常小学校2校が統合されて開校。2014年（平成26年）には創立95周年を迎えた。
校章・校歌
校区
「長崎県松浦市志佐町」の後に「柚ノ木川内免、田ノ平免、稗木場免、長野免、笛吹免、赤木免、池成免（一部）、横辺田免」が続く地域。中学校区は松浦市立志佐中学校。

## 沿革
旧・横辺田小学校（横辺田の読みは「よこべた」）
- 1875年（明治8年）3月 - 横辺田村の横辺田庄屋跡に「横辺田小学校」が開校。初代校長は土屋三次。
- 1878年（明治11年）- 郡制の施行により、北松浦郡に属することとなる。
- 1886年（明治19年）- 小学校令の施行により「尋常横辺田小学校」に改称。
- 1889年（明治22年）4月 - 町村制の施行により、横辺田村と高野村が合併し、上志佐村が発足。これにより上志佐村立の小学校となる。
- 1892年（明治25年）- 「横辺田尋常小学校」に改称（「尋常」の位置が変更）。
- 1893年（明治26年）- 長崎県第十六高等小学校が廃止され、「一町三ヶ村[1]組合立 志佐高等小学校」が設置される（県立から学校組合立となる）。
- 1898年（明治31年）- 志佐高等小学校の学校組合から御厨村が脱退[2]。
- 1908年（明治41年）4月 - 小学校令の改正により、義務教育年限（尋常科の修業年限）が4年から6年に延長される。これにより、尋常科5年を設置。
- 1909年（明治42年）4月 - 尋常科6年を設置。

旧・高野小学校（高野の読みは「たかの」）
- 1884年（明治7年）- 隣村の志佐村と連合で第五大学区長崎県管下第四中学区松浦郡の小学校として「志佐大明小学校」（松浦市立志佐小学校の前身）を設置。
- 1878年（明治11年）- 志佐村との連合が解消され、高野村南1063番地の旧庄屋跡に「高野小学校」が設置される。初代校長は鴛渕甚三郎。
- 1886年（明治19年）
  - 5月10日 -小学校令の改正により、梅木小学校[3]と統合の上、「尋常高野小学校」に改称。
  - 11月15日 - 志佐村浦免に「長崎県第十六高等小学校」が設置される。北松浦郡の中の11村を学区とする。
- 1889年（明治22年）4月 - 町村制の施行により、高野村と横辺田村が合併し、上志佐村が発足。これにより上志佐村立の小学校となる。
- 1892年（明治25年）- 「高野尋常小学校」に改称（「尋常」の位置が変更）
- 1893年（明治26年）- 長崎県第十六高等小学校が廃止され、「一町三ヶ村[1]組合立 志佐高等小学校」が設置される（県立から学校組合立となる）。
- 1898年（明治31年）- 志佐高等小学校の学校組合から御厨村が脱退[2]。
- 1908年（明治41年）4月 - 小学校令の改正により、義務教育年限（尋常科の修業年限）が4年から6年に延長される。これにより、尋常科5年を設置。
- 1909年（明治42年）4月 - 尋常科6年を設置。

上志佐小学校
- 1919年（大正8年）
  - 3月31日 - 学校組合の解消に伴い、志佐高等小学校が廃止される。
  - 4月1日 - 横辺田尋常小学校と高野尋常小学校の2校を統合し、高等科を併置の上、「上志佐尋常高等小学校」が開校。旧横辺田小学校に本校を、旧高野小学校に分教場を設置。
- 1941年（昭和16年）4月1日 - 国民学校令の施行により、「上志佐国民学校」に改称。尋常科を初等科に改める（初等科6年・高等科2年）。
- 1947年（昭和22年）4月1日 - 学制改革（六・三制の実施）が行われる。
  - 国民学校の初等科が改組され、「上志佐村立上志佐小学校」に改称。高野分教場を高野分校に改称。
  - 国民学校の高等科と青年学校の普通科が改組され、「上志佐村立上志佐中学校」（新制中学校）が発足。小学校に併設される。
- 1948年（昭和23年）- 中学校の校舎が完成し、小学校との併設を解消。
- 1952年（昭和27年）- 校舎を改築。
- 1954年（昭和29年）4月1日 - 志佐町と上志佐村が合併したことにより「志佐町立上志佐小学校」に改称。
- 1955年（昭和30年）1月1日 - 松浦市の発足により、「松浦市立上志佐小学校」（現校名）に改称。
- 1956年（昭和31年）3月31日 - 高野分校を廃止。高野地区の児童は校区改定により松浦市立志佐小学校に通学することになる。
- 1967年（昭和42年）- プールが完成。

旧・上志佐中学校
- 1947年（昭和22年）4月1日 - 学制改革（六・三制の実施）により、新制中学校「上志佐村立上志佐中学校」が発足。当初、上志佐小学校に併設される。
- 1948年（昭和23年）- 中学校校舎が完成し、小学校との併設を解消。
- 1954年（昭和29年）4月1日 - 志佐町と上志佐村が合併したことにより「志佐町立上志佐中学校」に改称。
- 1955年（昭和30年）1月1日 - 松浦市の発足により、「松浦市立上志佐中学校」に改称。
- 1957年（昭和32年）4月1日 - 松浦市立志佐中学校に統合され閉校。

## アクセス
最寄りのバス停
- 松浦観光バス「笛吹」バス停
- 西肥自動車（西肥バス）「記念碑前」バス停

最寄りの国道・県道
- 長崎県道11号佐世保日野松浦線

## 周辺
- 上志佐郵便局
- 松浦警察署上志佐警察官駐在所
- 笛吹神社

## 関連事項
- 長崎県小学校一覧